# Harmothoe nigricans
Harmothoe nigricans är en ringmaskart som beskrevs av Horst 1915. Harmothoe nigricans ingår i släktet Harmothoe och familjen Polynoidae. Inga underarter finns listade i Catalogue of Life.